# Dryodora glandiformis
Dryodora glandiformis is een soort in de taxonomische indeling van de ribkwallen (Ctenophora). 
De kwal behoort tot het geslacht Dryodora en behoort tot de familie Dryodoridae. De wetenschappelijke naam van de soort werd voor het eerst geldig gepubliceerd in 1833 door Mertens.